# И слоны бывают неверны
«И слоны бывают неверны» (фр. «Un éléphant ça trompe énormément», альтернативное название «Слон — большой обманщик») — первая часть комедийной дилогии Ива Робера (вторая  —  «Мы все отправимся в рай», 1977).
По фильму снят американский «ремейк — Женщина в красном».

## Сюжет
Герои фильма — четверо уже немолодых (за сорок), но ещё весьма сексуально активных мужчин. Пускаясь в любовные приключения, они попадают во множество забавных ситуаций…

## В ролях
- Жан Рошфор — Этьен
- Клод Брассёр — Даниэль
- Анни Дюпре — Шарлотта
- Виктор Лану — Були
- Даниэль Делорм — Марта
- Гай Бедос — Симон

## Съёмочная группа
- Режиссёр: Ив Робер
- Продюсер: Ален Пуарэ, Ив Робер
- Сценарист: Жан-Лу Дабади, Ив Робер
- Композитор: Владимир Косма
- Оператор: Рене Матлен